# 264 Libussa
Libussa (định danh hành tinh vi hình: 264 Libussa) là một tiểu hành tinh lớn ở vành đai chính. Ngày 22 tháng 12 năm 1886, nhà thiên văn học người Mỹ gốc Đức Christian H. F. Peters phát hiện tiểu hành tinh Libussa khi ông thực hiện quan sát tại Đài quan sát Litchfield của Đại học Hamilton, New York và đặt tên nó theo tên Libussa, nhân vật truyền thuyết sáng lập thành phố Praha.
Từ năm 2005 đến năm 2021, các nhà quan sát đã quan sát được Libussa che khuất năm ngôi sao.